# La Plata megye
La Plata megye az Amerikai Egyesült Államokban, azon belül Colorado államban található. Megyeszékhelye és legnagyobb városa Durango. Lakosainak száma 55 638 fő (2020. április 1.).

## Szomszédos megyék
- San Juan megye (észak)
- Hinsdale megye (északkelet)
- Archuleta megye (kelet)
- San Juan megye (dél)
- Montezuma megye (nyugat)
- Dolores megye (északnyugat)

## Népesség
A megye népességének változása:
| Lakosok száma | 51 473 | 51 914 | 52 419 | 53 284 | 54 688 | 55 638 |
|               | 2010   | 2011   | 2012   | 2013   | 2015   | 2020   |